# 邦德雷莱
邦德雷莱（法語：Bandrele，亦作，法語發音：[bɑ̃dʁele]）是法国海外省马约特的一个市镇。

## 地理
邦德雷莱（12°54'32"S, 45°11'40"E）面积36.56 平方千米，位于法国海外省马约特。
与邦德雷莱接壤的市镇（或旧市镇、城区）包括：希龙吉、登贝尼、卡尼凯利。
邦德雷莱的时区为UTC+03:00。

## 行政
邦德雷莱的邮政编码为97660，INSEE市镇编码为97603。

## 政治
邦德雷莱所属的省级选区为布埃尼县、登贝尼县。

## 人口
邦德雷莱于2017时的人口数量为10282人。